# Tsui Hark
Tsui Hark (徐克 | cantonês: Chui Hak | mandarim: Xú Kè, Cochinchina, 2 de janeiro de 1951) é um produtor, roteirista e diretor chinês, nascido no Vietnã. Já realizou filmes com astros de filmes de ação como Jet Li e Jean-Claude Van Damme. 
Tsui nasceu e cresceu em Saigon, no Vietnã, em uma família de imigrantes chineses composta por dezasseis irmãos. Aos 14 anos, ele e sua família emigraram para Hong Kong. Desde cedo, Tsui mostrou interesse no show business e em filmes, quando ele tinha 10 anos, junto com alguns amigos, alugaram uma câmera de 8 mm para a filmagem de uma apresentação de magia que eles realizaram na escola. Tsui também desenhava banda desenhada, um interesse que influenciaria o seu estilo cinematográfico.
Em 1966, iniciou os seus estudos secundários em Hong Kong. Começou a estudar cinema no Texas, inicialmente na Universidade Metodista Meridional e depois na Universidade do Texas em Austin, graduando-se em 1975. Ele afirma ter dito a seus pais que queria seguir os passos de seu pai como um farmacêutico, e que foi aqui que ele mudou seu prenome para "Hark" ("superação").
Após a formatura, Tsui se mudou para Nova Iorque, onde trabalhou em From Spikes to Spindles (1976), um documentário filmado por Christine Choy sobre a história da Chinatown da cidade. Ele também trabalhou como editor de um jornal chinês, desenvolveu um grupo de teatro comunitário e trabalhou em uma estação chinesa de televisão a cabo. Voltou a Hong Kong em 1977.

## Filmografia parcial

### Diretor
- Dip bin (1979)
- Di yu wu men (1980)
- Di yi lei xing wei xian (1980)
- Gui ma zhi duo xing (1981)
- Shu Shan - Xin Shu shan jian ke (1983)
- Zui jia pai dang 3: Nu huang mi ling (1984)
- Shang Hai zhi yen (1984)
- Da gung wong dai (1985)
- Do ma daan (1986)
- Alvo Duplo 3 (1989)
- Xiao ao jiang hu (1990)
- Cai shu zhi heng sao qian jun, co-direção de  Siu-Tung Ching (1991)
- Once Upon a Time in China (Wong Fei Hung) (1991)
- Qi wang, co-direção de  Yim Ho (1991)
- Hao men ye yan, co-direção de  Alfred Cheung, Joe Cheung e Clifton Ko (1991)
- (Seong lung wui), co-direção de  Ringo Lam (1992)
- Era uma vez na China II (1992)
- Long hang tian xia (1992)
- Era uma vez na China II (1993)
- Ching se (1993)
- Liang zhu (1994)
- Era uma vez na China V (1994)
- Jin yu man tang (1995)
- Hua yue jia qi (1995)
- The Blade (Dao) (1995)
- Da san yuan (1996)
- Double Team (1997)
- Knock Off (1998)
- O Tempo E a Maré (Shun liu ni liu) (2000)
- Shu shan zheng zhuan (2001)
- Máscara Negra 2 (Hak hap 2) (2002)
- Seven Swords (Qi jian) (2005)
- Triangle (Tie saam gok), co-direção de  Ringo Lam e Johnnie To (2007)
- Sam hoi tsam yan (2008)
- Nu ren bu huai (2008)
- Detetive D e o Império Celestial (Di renjie: Tong tian di guo) (2010)
- O Retorno do Dragão - A Cidade Perdida(Long men fei jia) (2011)
- Young Detective Dee - Il risveglio del drago marino (Di renjie: Shen du long wang) (2013)
- Tiger Mountain 3D (Zhì qu weihu shan) (2014)
- Xi you fu yao pian (2017)
- Detetive D e os Quatro Reis Celestiais(Di renjie zhi Sidatianwang) (2018)